# José María Bocanegra
José María Bocanegra y Villalpando (Aguascalientes, 7 juli 1787 - Mexico-Stad, 23 juli 1862) was president van Mexico van 18 tot 23 december 1829.
Hij ondersteunde het Plan van Iguala en was minister onder Guadalupe Victoria. Toen in december 1829 president Vicente Guerrero eropuit trok om een opstand de kop in te drukken, nam Bocanegra het presidentschap over. Er brak al snel onrust uit en Bocanegra werd gedwongen af te treden door de opstandelingen.
Later was hij nog minister van onder andere buitenlandse zaken, en schreef hij het boek Memorias para la Historia de México Independiente.
Hij was de oom van Francisco González Bocanegra, de schrijver van het Mexicaanse volkslied.